# 入舟
入舟（いりふね）は、北海道釧路市の地名。入舟三丁目から入舟七丁目までが設置されている。2016年4月1日現在の人口は、259世帯448人である。入舟三丁目は6世帯9人、入舟四丁目は13世帯23人、入舟五丁目は65世帯111人、入舟六丁目は91世帯165人、入舟七丁目は84世帯140人である。面積は、約0.13k㎡。人口密度は、3548人/km。郵便番号は、085-0046。釧路川の下流部に位置する。

## 地理
北は釧路川、西は港町、その他は大町に接する。

## 交通
町内に鉄道駅はない。かつては太平洋石炭販売輸送臨港線入舟町駅があったが、1966年12月1日に廃止された。
| スタブアイコン | サブスタブ | この項目は、まだ閲覧者の調べものの参照としては役立たない、北海道に関連した書きかけの項目です。この項目を加筆・訂正などしてくださる協力者を求めています（P:日本の都道府県/北海道）。 |